# Koło fortuny (singel)
Koło fortuny – singel polskiego piosenkarza Wiktora Dyduły z jego debiutanckiego albumu studyjnego, zatytułowanego Pal licho!. Singel został wydany 7 kwietnia 2022.
Piosenka uzyskała nominację do nagrody Bursztynowego Słowika na festiwalu Top of the Top w Sopocie.
Kompozycja znalazła się na 16. miejscu listy OLiA, najczęściej odtwarzanych utworów w polskich rozgłośniach radiowych. Nagranie otrzymało w Polsce status złotego singla, przekraczając liczbę 25 tysięcy sprzedanych kopii.

## Geneza utworu i historia wydania
Utwór napisali i skomponowali Wiktor Dyduła oraz Maurycy Żółtański, który również odpowiada za produkcję piosenki.
Singel ukazał się w formacie digital download 7 kwietnia 2022 w Polsce za pośrednictwem wytwórni płytowej Polydor Records w dystrybucji Universal Music Polska. Piosenka została umieszczona na debiutanckim albumie studyjnym Wiktora Dyduły – Pal licho!.
23 sierpnia 2023 singel został zaprezentowany telewidzom stacji TVN podczas koncertu #Great Moments na Top of the Top Sopot Festival 2023.

## „Koło fortuny” w stacjach radiowych
Nagranie było notowane na 16. miejscu w zestawieniu OLiA, najczęściej odtwarzanych utworów w polskich rozgłośniach radiowych.

## Teledysk
Do utworu powstał teledysk w reżyserii Pawła Grabowskiego, który udostępniono w dniu premiery singla za pośrednictwem serwisu YouTube.

## Lista utworów
- Digital download[3]

1. „Koło fortuny” – 2:32

## Notowania

### Pozycje na listach airplay
| Kraj   | Lista                          | Najwyższa pozycja |
| ------ | ------------------------------ | ----------------- |
| Polska | OLiS – oficjalna lista airplay | 16                |

## Certyfikaty
| Kraj          | Certyfikat  | Sprzedaż |
| ------------- | ----------- | -------- |
| Polska (ZPAV) | złota płyta | 25 000+  |